# XVIIIe siècle
Le XVIIIe siècle (ou 18e siècle) commence le 1er janvier 1701 et finit le 31 décembre 1800.
Il s'étend entre les jours juliens 2 342 337,5 et 2 378 861,5,.
En France, les historiens considèrent qu'il commence en 1715 avec la mort de Louis XIV et se termine en 1815 avec la chute de Napoléon Ier et le congrès de Vienne.
Au Royaume-Uni, l'historiographie fait courir le « long dix-huitième siècle (en) » de la Glorieuse Révolution de 1688 à 1815.
Au XVIIIe siècle, les Lumières est un terme qui désigne un mouvement culturel et philosophique ayant dominé en Europe, et plus particulièrement en France. Elles donnèrent par extension à cette période le nom de siècle des Lumières (en Allemagne : Zeitalter der Aufklärung, en Angleterre et aux États-Unis : Age of Enlightenment) qui conduisent à l'avènement de la démocratie, en Angleterre et aux États-Unis avec la révolution américaine[pas clair], et en France avec la Révolution française. Les Pays-Bas autrichiens et la principauté de Liège connaissent aussi des mouvements insurrectionnels avec notamment la révolution brabançonne et la révolution liégeoise.
Le XVIIIe siècle voit l'apogée de l'institution esclavagiste. La traite négrière culmine. Ce commerce triangulaire a lieu entre l'Europe (pacotilles, tissus, verroteries, armes à feu, etc.), l’Afrique occidentale et équatoriale (esclaves) et les Antilles et les Amériques (produits agricoles : coton, thé…). Six à sept millions d’esclaves noirs sont déportés par les Européens vers l’Amérique au XVIIIe siècle. Ils achètent leurs esclaves à des chefs et souverains locaux, qui razzient les tribus voisines et échangent leurs prisonniers sur le littoral contre des produits fabriqués en Europe. De nombreuses tribus disparaissent. D’autres se regroupent pour constituer des États qui deviennent à leur tour marchands d’esclaves.

## Généralités datées duXVIIIesiècle
- Catégorie « XVIIIe siècle »

## Événements

### Afrique
- 1700-1810 : du début du siècle à l’interdiction de la traite des esclaves par les Britanniques, plus de six millions  d’Africains auraient été déportés vers l'Amérique par les Européens, soit 52 % de l’ensemble des exportations de la traite atlantique du XVe au XIXe siècle[4]. De 1711 à 1800, la traite française achemine environ 955 000 esclaves vers les Antilles[5]. Les comptoirs français de Saint-Louis du Sénégal et de Gorée, au Sénégal, envoient en Amérique jusqu’à 2 000 esclaves par an au milieu du siècle[6]. 50 000 esclaves par an viennent du golfe de Guinée[7]. 7 000 transitent par l’embouchure du Congo et Sao Tomé.
- Vers 1700 :
  - les Maasaï, peuple « nilo-éthiopique » de pasteurs et de guerriers originaires du lac Turkana, s’enfoncent vers le sud par la « Rift Valley » vers la steppe masaï actuelle, autour du lac Manyara (Tanzanie)[8] qu’ils débordent par des razzias de bétail.
  - Ntare Ier fonde le royaume du Burundi[9].
- 1701-1902 : indépendance de l'Empire ashanti au Ghana actuel[10].
- 1712-1760 : constitution des États bambara de Ségou (1712) et du Kaarta (1760)[11].
- 1738-1850 : le royaume du Dahomey paye tribut à l'Empire d'Oyo[12].
- Vers 1740-1850 : le royaume du Kazembe, issu de la province orientale de l’empire Lunda, située une vingtaine de kilomètres au sud du lac Moero, dirigée par le mwata Kazembe, acquiert son autonomie. Il domine le sud du Shaba[13]. Il connaît une économie prospère au début du XIXe siècle (mines de cuivre et de sel, agriculture, collecte de tributs, exportations) et commerce avec l’Atlantique et l’océan Indien.
- Vers 1760-1790 : le royaume du Bouganda (Bantou) prend forme et commence son expansion sous le règne du kabaka Kyabaggu, le premier à commercer avec la côte swahilie[14].
- 1769-1855: période Zemene Mesafent en Éthiopie, gouvernée par des seigneurs de la guerre et divisée en quatre États, le Choa, le Tigré, le Godjam et le Bégameder[15].
- 1774–1804 : les dirigeants des cités haoussa se convertissent à l’islam à la suite des enseignements et des prêches du lettré peul musulman Usman dan Fodio[16].
- XVIIIe : 
  - les Peuls du Macina s’installent à Say, dans le Dendi et disloquent le Songhaï en plusieurs petits royaumes. Les Touareg occupent Gao, attaquent le Dendi et Tombouctou et dominent toute la boucle du Niger[17].
  - apogée du royaume Lunda, au nord-est de l’Angola. Il s’étend à la fin du siècle sur une longueur de 1200 km. L’autorité du mwata Yambo, empereur des Lounda, est indiscutée. Il est le principal fournisseur d’esclaves de Luanda et perçoit un important tribut de plusieurs dizaines de chefs (esclaves, ivoire, métaux, peaux, vivres, tissus…)[18].
  - au début du siècle, le royaume portugais de Benguela (pt) (Angola) s’étend entre les fleuves Cuanza, Cunene et l’Atlantique, incluant la ville de Moçâmedes. Les populations Ovimbundus qui font partie du royaume ont eu certainement au siècle précédent des contacts étroits avec le royaume Zimbabwe. La résistance à la pénétration portugaise est très vive. Le royaume de Benguela fournit des esclaves au Brésil.
  - à la fin siècle les autorités portugaises de Luanda instituent une législation économique assez libérale, qui supprime progressivement le régime des monopoles commerciaux et permet aux petits commerçants indépendants de parcourir l’arrière-pays (sertão). Ceux-ci forment rapidement des établissements permanents et collaborent avec des Africains aventureux. Ces luso-africains étendront le réseau d’échanges dans la savane angolaise tout au long du XIXe siècle, à partir de Luanda et de Benguela[19].
  - déclin du royaume des Foundj (Nil Bleu) à la fin du siècle, ruiné par les luttes intestines des rois et de leurs vizirs Hamadj. Le royaume, qui a déjà perdu le Kordofan au profit du Darfour, ne contrôle plus que Sennar, la capitale, et la Gezirah (« île »), riche terre entre le Nil Blanc et le Nil Bleu où l’irrigation est possible ; il connaît une succession de meurtres de sultans jusqu’en 1821 avant d’être conquis par l’Égypte[20].
  - invasion des Pahouins, chassés par les Mvélé de la Savane du nord de la Sanaga (Cameroun) vers le sud. Ils traversent la forêt équatoriale. Certains s’y fixent (Étons, Ewondo, Bulu). D’autres (Fangs) atteignent vers 1850 l’estuaire de l’Ogooué (Gabon) et entrent en contact avec les Européens.
  - le royaume de Kitouara (Bounyoro) s’étend jusqu’au Ruanda et au lac Victoria[21].

Six à sept millions d’esclaves noirs sont déportés par les Européens vers l’Amérique au XVIIIe siècle, 40 000 chaque année de 1700 à 1750, 80 000 de 1750 à 1800. W. E. B. Du Bois, qui avance le chiffre de quinze millions de déportés entre le XVIe siècle et le milieu du XIXe siècle, estime que pour un esclave arrivé vivant en Amérique, il faut compter cinq hommes tués en Afrique au cours des razzias ou morts en mer. La traite vers l’Amérique aurait donc coûté à l’Afrique 60 millions d’hommes, chiffre qui atteindrait une centaine de millions d’hommes en ajoutant la traite en direction des pays musulmans de la Méditerranée et des pays d’Orient et d’Extrême-Orient. 2,5 millions d'hommes environ sont déportés vers les colonies espagnoles (578 600) et portugaises (1 891 000) d’Amérique du Sud ; 348 000 vers les colonies britanniques (États-Unis) ; 1 401 300 vers les îles britanniques (662 000 en Jamaïque, 301 900 vers les Isles sous le vent, 252 000 à la Barbade) ; 1 348 400 dans les îles françaises (789 700 à Saint-Domingue, 258 000 à la Martinique, 237 000 à la Guadeloupe) ; 460 000 dans les îles hollandaises et 24 000 dans les îles danoises. Les négriers ne participent pas directement à la capture. Ils achètent leurs esclaves à des chefs et souverains locaux, qui razzient les tribus voisines et échangent leurs prisonniers sur le littoral contre des produits fabriqués en Europe. De nombreuses tribus disparaissent. D’autres se regroupent pour constituer des États qui deviennent à leur tour marchands d’esclaves.
Le commerce extérieur de l’Afrique occidentale, qui exporte essentiellement des esclaves, s’accroît au cours du siècle de deux millions de livres au début à environ quatre millions de livres à la fin. La Mauritanie et le Sénégal deviennent les principaux producteurs de gomme arabique. Son prix passe de 3,4 livres la tonne en 1718 à 30,4 livres vers 1790 et à près de 70 livres en 1825-1830.

#### Afrique du Nord
Le XVIIIe siècle marque l'apogée économique et culturel de la régence d'Alger, qui conclut un âge d'or entamé au début du XVIe siècle sous l’impulsion du fondateur de la nation algérienne moderne, Baba Arrudj « Barberousse ». La population prospère et la bourgeoisie citadine renoue avec le luxe andalous. Les deys-sultans sont puissants et gagnent de nombreuses guerres contre les puissances européennes telle que le Danemark-Norvège (1769-1772) ou la France (1664). Le règne du dey Mohammed Ben Othmane marque le zénith de la puissance algérienne. L'activité corsaire décline dès la première décennie du siècle au profit de l'exportation agricole, c'est le fameux siècle du blé ; l'Algérie est nommée en Occident Grenier de l'Europe.
La population de l’intérieur semi-aride du Maghreb (hauts-plateaux, Souss, Aurès...), formée d’Arabes et de Berbères, est divisée en tribus qui constituent la cellule administrative, sociale et économique. Certaines tribus (maghzen en Algérie et Tunisie ou guich au Maroc) bénéficient de privilèges importants en échange du service militaire qu’elles doivent aux souverains. La force des tribus éloignées et enfoncées à l'intérieur des terres provient de l'emprise relativement faible de l’État dans ces régions là et de la coupure qui existe entre l’État et la société semi-nomade. La préoccupation principale de l’État est la fiscalité, car elle est le gage de la soumission politique.
Les genres de vie opposent les bourgeois citadins, les cultivateurs sédentaires et les éleveurs semi-nomades. L'agriculture est toujours prospère, ayant subi de nombreuses transformations depuis l'époque romaine : les arabes de Mésopotamie, les andalous et les turcs apportant toujours de nouvelles techniques agricoles avec eux.
- 1727-1757 : période d'anarchie alaouite au Maroc[26].

#### Madagascar
La côte Est de Madagascar est alors beaucoup plus peuplée que la côte Ouest. De nombreux royaumes indépendants se constituent du XVIIe au  XVIIIe siècle, comme ceux des Betsileo au Sud (Isandra, Lalangina, Manandriana, Arindrano), celui des Betsimisaraka à l'est, des Sakalava au Nord-Ouest et des Mérina au centre. Les Français dominent le trafic des esclaves sur la côte Est. La façade occidentale est ouverte aux négriers britanniques, arabes, français ou portugais.
- Vers 1700-1750 : au début du siècle, Ramananao, chef de la région de Vatomandry, s’empare de Tamatave et de Fénérive avec les Tsikoa. Quelques années plus tard, Ratsimilaho, fils du pirate britannique Thomas Tew (ou Thomas White) et de la princesse Rahana, devient, à son retour de Londres, le chef des Zana Malata et vainc les Tsikoa. Il prend le nom de Ramaromanompo, appelle son royaume le Betsimisaraka et obtient l’alliance des Sakalaves en épousant la fille du souverain du Boina. Il meurt en 1750 et son royaume se disloque. Sa fille Bétia cède l'île Sainte-Marie à la France. Son fils Zanahary règne sur le Betsimisaraka jusqu'en 1767[28].
- 1787-1810 : règne de Andrianampoinimerina, réunificateur de l'Imerina, à l'origine du royaume de Madagascar[29].

### Amérique
- 1707-1709 : guerre des Emboabas. Guerre civile au Brésil entre les bandeirantes paulistes et les emboabas, nouveaux venus attirés par l’or du Minas Gerais[30].
- 1710-1770 : production officielle d'un million de kilos d'or et de 2,4 millions de kilos de diamants au Brésil, à la suite de la découverte au Minas Gerais d'importants gisements d'or en 1693 de diamants en 1729 (Diamantina). Les bandeirantes fondent en 1711 la première ville, Vila Rica de Ouro Preto. Des mines d'or commencent à être exploitées à partir de 1721. Le centre économique et culturel du Brésil colonial va se déplacer vers le Minas Gerais où s'intensifie l'exploitation de l'or principalement autour de Vila Rica, Sabara et São João del-Rei[31],[32].
- 1712 : révolte des esclaves de la colonie de New York[33].
- 1713 : traité d'Utrecht. La baie d'Hudson, l’Acadie et Terre-Neuve sont cédés aux Britanniques par la France, qui conserve l’île du Cap-Breton. Saint-Christophe est attribuée aux Britanniques[34].
- 1739–1748 : guerre de l'oreille de Jenkins entre la Grande-Bretagne et l’Espagne dans les Caraïbes[35].
- 1741 : insurrection des esclaves noirs à New York[36].
- 1753-1756 : guerre des Guaranis contre les Portugais à qui les Espagnols ont cédé une partie des missions du Paraguay[37].
- 1754-1760 : guerre de la Conquête déclenchée entre colons français et britanniques pour le contrôle de la vallée de l'Ohio ; Montréal capitule en 1760  et la Nouvelle-France est placée sous occupation militaire britannique[38].
- 1755-1762 : déportation des Acadiens[38].
- 1759-1767 : expulsion des Jésuites du Brésil (1759) puis de l'Amérique espagnole (1767) afin de casser leur puissance économique et leur influence politique (missions jésuites des Guaranis et mission jésuite du Paraguay établies pour protéger les indiens des raids des esclavagistes portugais en quête de main d'œuvre servile)[39].
- 1763 : le traité de Paris met fin à la guerre de Sept Ans. Le Canada, les vallées de l’Ohio et du Mississippi, la Floride et Tobago, tous catholiques, sont cédés à la Grande-Bretagne. La Louisiane est cédée à l’Espagne, tandis que la Grande-Bretagne rend Cuba et les Philippines à l'Espagne en échange de la Floride. La France ne conserve que les Antilles, dont Saint-Domingue, mais la Grande-Bretagne obtient la Dominique, Saint-Vincent et Grenade. Par la proclamation royale de 1763, la Grande-Bretagne crée quatre gouvernements pour administrer ses nouveaux territoires, interdisant aux colons de s'installer à l'ouest des Appalaches[40]. En raison des frais occasionnés par la guerre, la couronne britannique cherche à rembourser les dettes de guerre en imposant lourdement les colons américains. Les propriétaires terriens refusent les taxes et engagent la guerre d'indépendance des États-Unis[41].
- 1775-1783 : guerre d'indépendance des États-Unis. À la suite de la Virginie, où Thomas Jefferson impulse la première déclaration d'indépendance en juin 1776, treize colonies se rassemblent pour faire une déclaration d'indépendance commune le 4 juillet 1776 au congrès de Philadelphie. En 1783, le traité de Paris met un terme à la guerre. Les territoires à l'est du Mississippi sont cédés par la Grande-Bretagne aux États-Unis[40]. La Constitution des États-Unis est établie en 1787, sur le modèle du plan de Virginie proposé par James Madison[42].
- 1784-1787 : en 1784, Thomas Jefferson propose au Congrès américain une loi qui concerne les terres au nord de l'Ohio, que la Virginie cède aux États-Unis. Après celle de 1784, les ordonnances du nord-ouest de 1785 et de 1787 créent un système méthodique de développement du pays. L'ordonnance de 1785 prévoit que le nord-ouest soit découpé en townships de format carré.
- 1791-1804 : révolution haïtienne[43].

### Asie et Pacifique
- 1718-1730 : Ère des tulipes dans l'Empire ottoman[44].

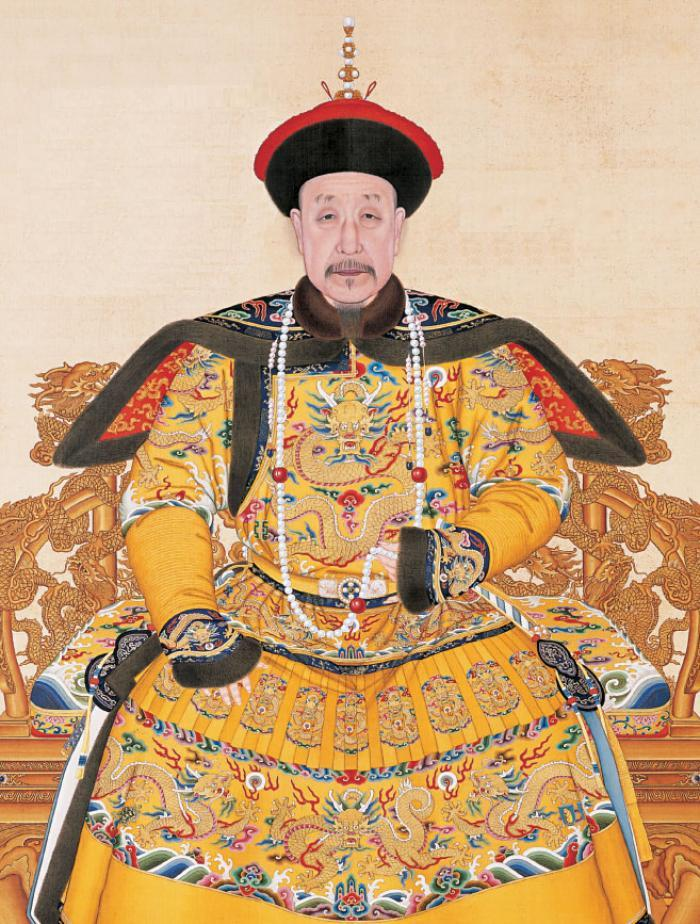
L’empereur Qianlong, Chine.

- 1735-1796: expansion territoriale de la Chine des Qing sous le règne de l'empereur Qianlong. protectorat sur le Tibet à partir de 1720, annexion du khanat dzoungar en 1757 (Xinjiang)[45].

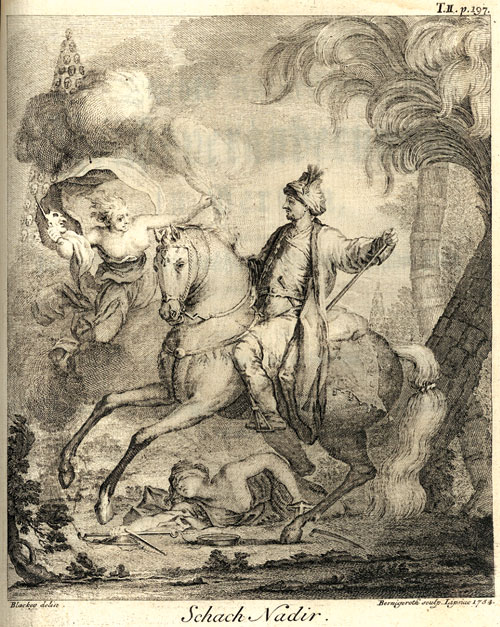
Nâdir Shâh.

- 1736-1794 : en Iran, après la fin de la dynastie des Séfévides, la dynastie des Afcharides est créée par Nâdir Shâh, le « Napoléon perse » (1736-1749). Elle est suivie par la dynastie Zand fondée par Karim Khan Zand à la faveur d'une guerre civile (1750-1794)[46].
- 1741-1754  : Dupleix, gouverneur de la Compagnie française des Indes orientales, développe la présence française en Inde[47].
- 1746-1763 : première (1746-1748), deuxième (1749–1754) et troisième  guerres carnatiques entre Britanniques et Français en Inde (1757-1763)[48]. Les Français de Lally-Tollendal capitulent à Pondichéry, puis perdent toutes leurs possessions dans le Sud de l’Inde[49].
- 1754-1757 : guerre civile en Dzoungarie. Le Khanat dzoungar est annexé par la Chine (1757). En 1759, La Kasgharie, vassale des Dzoungars, est annexée à la Chine sous le nom de Xinjiang (« nouvelle marche »)[50].
- 1767-1799 : guerres du Mysore en Inde.
- 1788-1791 : invasion du Tibet par les Gurkhas du Népal. Ils sont chassés par un corps expéditionnaire chinois en 1792[51].

- Colonisation vietnamienne du delta du Mékong à la fin du siècle[52]. Le Siam contrôle les provinces cambodgiennes du Nord et de l’Ouest.
- En Corée, durant le XVIIe et le XVIIIe siècle, le Choson est gouverné par des rois et des administrations compétents, malgré l’apparition périodique de conflits entre différentes factions. La classe dirigeante intègre progressivement de nouveaux venus. L’économie monétaire et l’économie de marché prennent un essor considérable. Ces changements complexes mettent à l’épreuve le système politique et social du Choson, qui commencera à s’effondrer au XIXe siècle.

### Europe
Les guerres en Europe au XVIIIe siècle : 
- 1700-1721 : grande guerre du Nord[53].
- 1701-1714 : la guerre de Succession d'Espagne oppose la France et l'Espagne aux autres puissances européennes coalisées[54].
- 1702-1704 : guerre des Camisards en France[55].
- 1714-1718 : guerre vénéto-austro-ottomane conclue par le traité de Passarowitz[56].
- 1718-1720 : guerre de la Quadruple-Alliance[56].
- 1727-1729 : guerre anglo-espagnole [57].
- 1733-1738 : guerre de Succession de Pologne[58].
- 1736-1739 : guerre austro-russo-turque[59].
- 1740–1748 : guerre de Succession d'Autriche[35].
- 1740–1745 : première et deuxième guerre de Silésie entre la Prusse et l’Autriche (1740-1742 et 1744-1745)[60].
- 1741-1743 : guerre russo-suédoise[35].
- 1756-1763 : Guerre de Sept Ans entre la France et la Grande-Bretagne[38].
- 1768 - 1774 : guerre russo-turque[61].
- 1773-1775 : guerre des Paysans russes[61].
- 1778-1779 : guerre de Succession de Bavière[62].
- 1787-1792 : guerre russo-turque[63].
- 1788-1791 : guerre austro-turque[63].
- 1788-1790 : guerre russo-suédoise[63].
- 1792-1802 : guerres de la Révolution française[64].

- 1707 : acte d'Union. Création du Royaume-Uni[65].
- 1709-1721  : effondrement de la puissance suédoise après la bataille de Poltava. La Suède perd la plupart de ses territoires d'outre-mer[66]. La mort de Charles XII en 1718 inaugure l'Ère de la Liberté (1718-1772) avec l'instauration d'une monarchie constitutionnelle[67].
- 1720 : South Sea Bubble krach financier en Grande-Bretagne[68]. Effondrement du Système de Law en France[69].
- 1729-1769 : révolution Corse[70].
- 1755 : tremblement de terre de Lisbonne[71].
- 1772, 1793 et 1795 : les partages de la Pologne entrainent la disparition de la république des Deux Nations au profit de l'Empire russe, du royaume de Prusse et l'empire d'Autriche[72].
- 1787-1790 : révolution brabançonne[73].
- 1789-1799 : Révolution française[64].

#### France

##### Généralités du siècle en France

La prise de la Bastille.

L’expression « siècle des Lumières » est souvent employée pour désigner le XVIIIe siècle français. Ce siècle est très riche aussi bien sur le plan intellectuel que scientifique ou culturel. Ce mouvement des « Lumières » regroupe différents artistes (écrivains, peintres etc.) ayant le même courant de pensée ou la même sensibilité. La seconde révolution anglaise (la glorieuse révolution de 1688) peut constituer l'événement d’entrée dans le siècle des Lumières, mais dans l’histoire française, c'est la fin du règne de Louis XIV qui en marque le début. La Révolution française de 1789 est généralement considérée comme son aboutissement, bien que certains la voient comme une période plus large qui s’étend de 1670 à 1820. Le siècle des Lumières correspond, en art plastique, à la transition entre les périodes classique et néo-classique ; et en musique à celle entre la période baroque et la période classique (incluant style galant et rococo).
La « force » de l’expression « siècle des Lumières » vient de son utilisation largement répandue chez les historiens contemporains. On trouve dès 1670 la mention de siècle éclairé dans certains écrits historiques. La formule sera transformée par des représentants des Lumières puis par les révolutionnaires. Le mouvement des « Lumières » impose l'idée que l'individu préexiste à l'État et que l'État n'est que le fruit d'un contrat social ; chacun se trouve détenteur de droits que l'État doit garantir.

##### Malheurs du siècle en France
On peut également noter les points noirs de ce siècle en France, qui ont pu contribuer à l'agitation aboutissant à la Révolution.
En premier point, la signification concrète de l'expression « petit âge glaciaire », qui bat encore son plein : le XVIIIe siècle a connu 16 hivers extrêmement froids à côté desquels nos plus froids hivers de ces cent dernières années font figure de doux printemps. En Morvan par exemple, l'hiver 1708-09 fait entièrement geler la plupart des ruisseaux et des étangs en moins de quatre heures, et le dégel voit des morceaux de glace de 1 m d'épaisseur. À noter plus particulièrement les hivers 1708-09 (dans un pays déjà appauvri sur tous les plans par la guerre de succession d'Espagne de 1701 à 1714), 1735-36 (dont de fortes gelées en juin et juillet 1736 qui anéantissent le peu d'espoir qui restait pour les récoltes), 1770-71, 1777-78 et, justement, 1788-89 (appelée « l'année du grand verglas »- et peut-être pas seulement climatique). Chacun de ces hivers rigoureux à l'extrême amenait systématiquement une disette pour au moins l'année suivante voire pour plus longtemps ; additionner à cela une période de misère encore un peu plus longue, donc une prolifération de vols et maraudages pour cause de misère profonde, notamment vols du peu de bétail et de récoltes qui par chance avaient survécu ; le tout aggravé par une spéculation intense sur le prix de la nourriture en général et surtout des céréales, et un dépeuplement notoire en particulier des campagnes par le nombre de morts induit (on évalue à 600 000 le surplus de décès pour 1709, par exemple).
En sus de ces 16 périodes misérables, il faut aussi compter avec quatre épisodes d'épizooties si catastrophiques qu'on peut les appeler des panzooties, revenant en cycles de 23 ans de 1711 à 1814 - et, fait notable, toujours associées à des guerres. Celle de 1714 (guerre de succession d'Espagne, 1701-1714), commencée en 1711 en Hongrie et qui ravage toute l'Europe occidentale pendant sept ans, dévaste les bovins (les processions de pèlerinage, et donc les affaires de l'Église, augmentant en proportion du nombre de bêtes mortes). Cette maladie touche toute la France : Alsace, Franche-Comté, Bourgogne, Nivernais, Morvan - régions où ces animaux tenaient une grande place dans l'économie, mais aussi le reste du pays,,.
Là encore la misère induite ne se limite pas à l'année suivante, tant s'en faut. Celle de 1743-44 (guerre de succession d'Autriche, 1740–1748), encore plus terrible et qui ayant commencé en 1740 en Bohême se répandit sur toute l'Europe de l'Ouest pendant 10 ans, dévasta, dit-on, 98 % du cheptel bovin dans le seul Morvan. Encore une autre en 1774-77, commencée avant 1770 en Orient (Guerre russo-turque de 1768-1774), arrivée en Europe occidentale via la Hollande et qui semble avoir perduré localement au-delà de ces dates puisqu'un foyer en est encore mentionné en 1779 sur Montreuil et ses environs.
Enfin la quatrième épizootie du siècle, non moins meurtrière, est arrivée en France en 1794 via l'armée du Rhin (guerre de l'Europe contre la France, 1792-1797).
En 1758 c'est l'excès d'eau qui amene une autre disette : des pluies torrentielles qui dans le Morvan durèrent du 27 juin au 7 septembre pourrissent les récoltes, foin et grain. Le grand froid de 1788-89 est également précédé d'un été tout aussi pourri que celui de 1758, et il y en eut certainement d'autres.
Même en faisant abstraction de malheurs locaux comme l'orage extraordinaire qui dévasta une bonne partie du Morvan en 1745 (un an après la deuxième épidémie bovine), ou les multiples épidémies localisées, l'impression demeure que le peuple ne se relevait à grand-peine d'une catastrophe que pour retomber dans une autre. À part les vingt ans de relative normalité entre 1715 et 1735, il ne s'est pas passé quinze ans sans que les Français dans leur ensemble aient à affronter des situations des plus graves.

#### Italie
L’Italie ne profite pas de la conjoncture économique positive du XVIIIe siècle. Au moment de la première révolution industrielle, l’Italie est pauvre en charbon et en fer. Des régions comme la Vénétie connaissent un niveau d’industrialisation proche de celui du Dauphiné, l’activité textile reste vive dans les régions de Padoue, Vicence, Vérone et Bergame, la papeterie à Trévise et la métallurgie près de Bergame et Brescia. Mais le textile décline au cours du siècle en Vénétie (comme la verrerie à Murano), à Padoue, dans le Milanais, en Toscane. L’Italie exporte des produits agricoles et importe des produits manufacturés, finissant par occuper un espace commercial limité et secondaire. Le marché intérieur se rétrécit et l’alourdissement des liens sociaux et institutionnels entrave production et échange. La structure des corporations empêche toute augmentation de production.
La société devient de plus en plus une société rurale, les difficultés rencontrées par les villes impliquant un renforcement de leur contrôle sur les campagnes. Les contrastes entre régions s’accentuent : culture extensive des céréales et élevage ou agriculture intensive. La commercialisation croissante des denrées agricoles fait que le profit devient le but recherché au détriment de l’autosuffisance. Le maïs devient la nourriture de base des populations agricoles (polenta) et permet d’éviter les famines, de commercialiser davantage de froment, malgré la pellagre que sa consommation excessive entraîne souvent. Le riz progresse en Piémont et dans le Milanais. La plaine du Pô connaît une modernisation relative de l’agriculture : spécialisation, irrigation, fourrages artificiels, assolement (maïs). La Toscane, l’Ombrie, les Marches, les pentes du Vésuve connaissent des évolutions similaires. Mais de manière générale, l’Italie rurale présente des caractères d’arriération amorcés au XVIIe siècle (extension des marécages, des friches et des maquis, décadence de l’irrigation), conséquence du processus de « reféodalisation », impliquant la culture extensive des céréales et l’élevage nomade (Apennins, Maremmes, campagne romaine, Sicile, Naples).
Au début du siècle, par le biais des donations, plus d’un tiers de la propriété italienne est soumis à la mainmorte ecclésiastique, aux mains d’administrateurs routiniers qui ne vendent que rarement les terres sans pour autant y apporter grand soin.

## Art et culture

Illustration de la mode vestimentaire en France : autoportrait de Maurice Quentin de La Tour. (Voir aussi : culture française).

### Littérature
- Littérature française du XVIIIe siècle
- Fermeture de l'Académie française en 1795, jusqu'en 1805.

### Mobilier
- Style Régence
- Style Louis XV
- Style Queen Anne
- Néoclassicisme
- Style Louis XVI

### Peinture

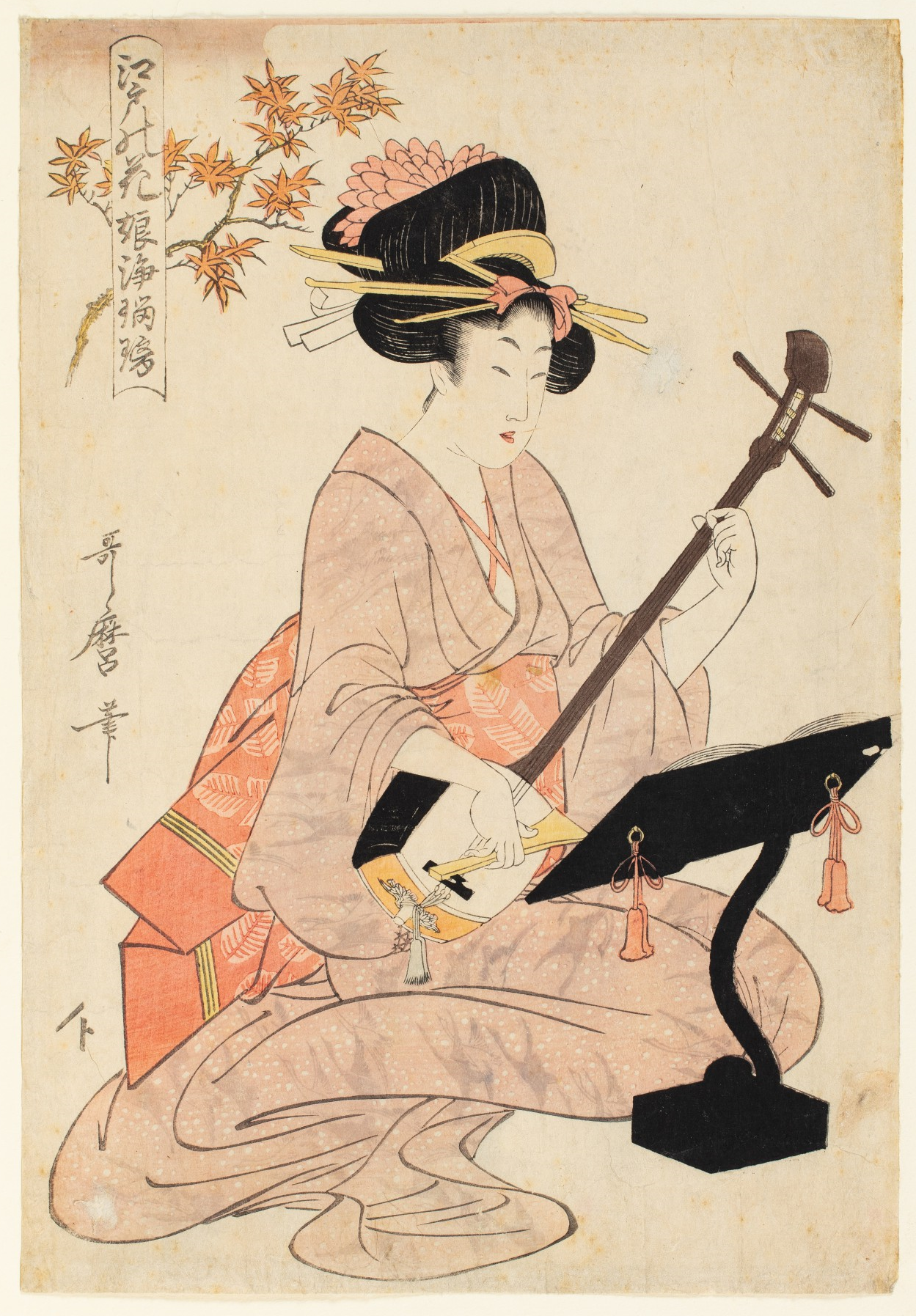
Utamaro Kitagawa, peintre japonais, 1753 - 1806.

Principaux représentants :
- Antoine Watteau
- Jean Honoré Fragonard
- Jean-Baptiste Oudry
- Jean Siméon Chardin
- François Boucher
- Jean-Baptiste Greuze
- Jacques-Louis David
- Joseph Aved
- Jean Bardin
- Louis Léopold Boilly
- Claude Victor de Boissieu
- Louis Michel van Loo
- Jean Chardin
- Jean Jouvenet
- François de Troy
- John Constable

### Musique
- Première moitié du siècle : apogée de la musique baroque. Jean-Sébastien Bach, Georg Friedrich Haendel et Jean-Philippe Rameau s'inscrivent dans la continuité de leurs prédécesseurs ; Antonio Vivaldi, Domenico Scarlatti ou Georg Philipp Telemann notamment préparent l'avenir en se dégageant progressivement de la tradition.
- Deuxième moitié : période classique, avec Joseph Haydn et Wolfgang Amadeus Mozart, le jeune Ludwig van Beethoven.

### Danse
- Inde : Râsa-lîlâ (en), spectacle de danse classique mettant en scène la vie de Krishna dans le style manipurî, mis au point au XVIIIe siècle dans le Manipur.
- Europe : naissance du ballet-pantomime dit aussi ballet d'action

### Sculpture
Principaux sculpteurs :
- Étienne Maurice Falconet
- Jean-Antoine Houdon
- Edmé Bouchardon

### Mode
- Rose Bertin

## Personnages significatifs

### Personnages politiques
- Anne (1665 - 1714), première reine de Grande-Bretagne régnant de 1707 à 1714.
- Pierre le Grand (1672 - 1725), tsar puis empereur régnant de 1682 à 1725.
- Philippe d'Orléans (1674 - 1723), régent du royaume.
- Robert Walpole (1676 - 1745), premier ministre de 1721 à 1742.
- Stanislas Leszczynski (1677 - 1766), aristocrate, roi de Pologne et grand duc de Lituanie de 1704 à 1717, puis de 1733 à 1734 et duc de Lorraine et de Bar de 1738 à 1766.
- George II (1683 - 1760), roi régnant de 1727 à 1760.
- Sebastião José de Carvalho e Melo (1699 - 1782), premier ministre portugais.
- Benjamin Franklin (1706 - 1790), physicien, écrivain et homme politique.
- Élisabeth (1709 - 1762), impératrice régnant de 1741 à 1762.
- Louis XV (1710 - 1774), roi régnant de 1715 à 1774.
- Frédéric II le Grand (1712 - 1786), roi régnant de 1740 à 1786.
- Samuel Adams (1722 - 1803), écrivain, philosophe et homme politique.
- Pascal Paoli (1725 - 1807), homme politique, général et philosophe.
- Catherine II (1729 - 1796), impératrice régnant de 1762 à 1796.
- George Washington (1732 - 1799), planteur, général et premier président.
- Jacques Necker (1732 - 1804), ministre des Finances de Louis XVI.
- John Adams (1735 - 1826), premier vice-président.
- Jean Sylvain Bailly (1736 - 1797) mathématicien, astronome, écrivain et homme politique.
- George III (1738 - 1820), roi régnant de 1760 à 1820.
- Thomas Jefferson (1743 - 1826), philosophe, agronome, inventeur, architecte, auteur de la déclaration d'indépendance des États-Unis et premier secrétaire d'État.
- Jean-Paul Marat (1743 - 1793), médecin, physicien, journaliste et homme politique.
- John Jay (1745 - 1829), premier juge en chef.
- Jean-Baptiste Belley (1747 - 1805), homme politique.
- Emmanuel-Joseph Sieyès (1748 - 1836), membre du clergé, essayiste et homme politique.
- Olympe de Gouges (1748 - 1793), écrivaine, penseuse et femme politique.
- Honoré-Gabriel Riqueti de Mirabeau (1749 - 1791), écrivain, diplomate, journaliste, et homme politique.
- Jacques Roux (1752 - 1794), prêtre et homme politique.
- Lazare Carnot (1753 - 1823), mathématicien, physicien, général et homme politique.
- Charles-Maurice de Talleyrand-Périgord (1754 - 1838), homme politique et diplomate.
- Louis XVI (1754 - 1793), roi régnant de 1774 à 1792.
- Alexander Hamilton (1755 - 1804), premier secrétaire du trésor.
- Marie-Antoinette d'Autriche (1755 - 1793), reine de France de 1774 à 1792.
- Claude François Chauveau-Lagarde (1756 - 1841), avocat et homme politique.
- Gilbert du Motier de La Fayette (1757 - 1834), officier et homme politique.
- Jacques-René Hébert (1757 - 1794), homme politique et journaliste.
- Maximilien Robespierre (1758 - 1794), avocat et homme politique.
- William Pitt le Jeune (1759 - 1806), premier ministre de 1783 à 1801.
- Georges Jacques Danton (1759 - 1794), avocat et homme politique.
- Joseph Fouché (1759 - 1820), homme politique.
- Thomas Alexandre Dumas (1762 - 1806), général.
- Anne-Josèphe Théroigne de Méricourt (1762 - 1817), femme politique.
- Louis Antoine de Saint-Just (1767 - 1794), homme politique.
- Charlotte Corday (1768 - 1793), femme politique.

### Militaires
- Aimé Picquet du Boisguy (1776 - 1839)
- Napoléon Bonaparte (1769 - 1821)
- Jacques Cathelineau (1759 - 1793)
- François Charette (1763 - 1796)
- Charles XII (1682 - 1718)
- Eyre Coote (1726 - 1783)
- Charles Cornwallis (1738 - 1805)
- Louis Desaix (1768 - 1800)
- Jacques Fitz-James (1670 - 1734)
- Frédéric le Grand (1712 - 1786)
- Lazare Hoche (1769 - 1797)
- William Howe (1729 - 1814)
- François Kellermann (1735 - 1820)
- Jean-Baptiste Kléber (1753 - 1800)
- La Fayette (1757 - 1834)
- La Rochejaquelein (1772 - 1794)
- Toussaint Louverture (1743 - 1803)
- Marlborough (1650 - 1722)
- Jean Moreau (1763 - 1813)
- Horatio Nelson (1758 - 1805)
- Charles Pichegru (1761 - 1804)
- Rochambeau (1725 - 1807)
- Savoie-Carignan (1683 - 1735)
- Maurice de Saxe (1696 - 1750)
- Alexandre Souvorov (1730 - 1800)
- Banastre Tarleton (1754 - 1833)
- George Washington (1732 - 1799)

### Écrivains
- Pierre-Augustin Caron de Beaumarchais (1732 - 1799), écrivain français
- Marquis de Sade (1740 - 1814), écrivain français,
- Jacques-Henri Bernardin de Saint-Pierre (1737 – 1814), écrivain français,
- Johann Wolfgang von Goethe (1749 - 1832), poète, romancier et dramaturge allemand,
- Friedrich Schiller (1759 - 1805), poète et écrivain allemand,
- Gotthold Ephraim Lessing (1729 - 1781), écrivain allemand,
- Laurence Sterne (1713 - 1768), écrivain anglais,
- Jonathan Swift (1667 - 1745), écrivain irlandais,
- Giacomo Casanova (1725 - 1798), aventurier et écrivain vénitien,
- Lorenzo da Ponte (1749 - 1838), librettiste italien.

Voir :
- Écrivains français nés au XVIIIe siècle
- Écrivains italiens nés au XVIIIe siècle

### Philosophes

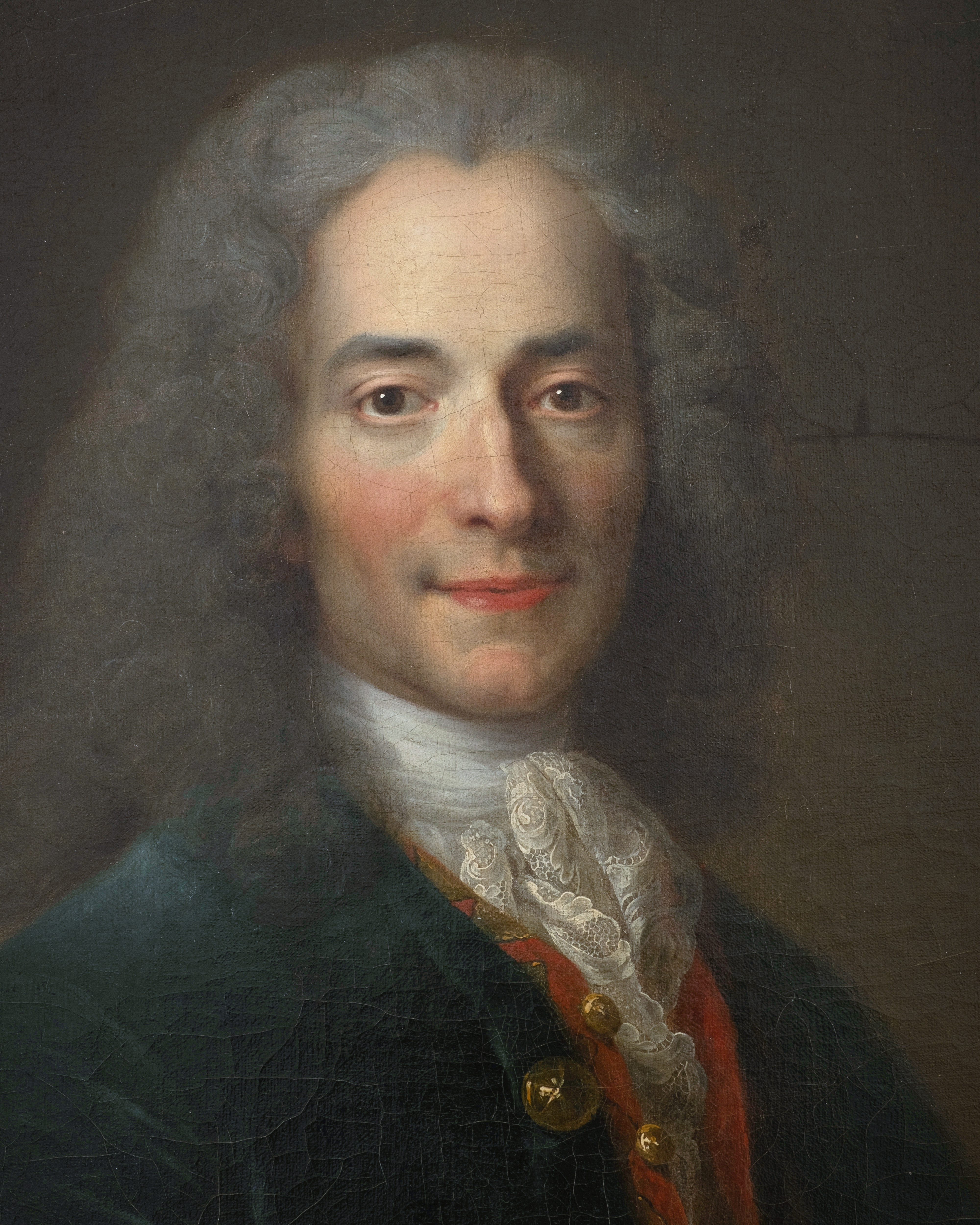
Voltaire.

- Voltaire (Paris, 1694 - Paris, 1778), écrivain et philosophe français,
- Jean-Jacques Rousseau (Genève, 1712 - Ermenonville, 1778), écrivain et philosophe genevois,
- Denis Diderot (Langres, 1713 - Paris, 1784), écrivain et philosophe français, auteur avec D'Alembert de l'Encyclopédie,
- Montesquieu (1689 - 1755), moraliste, penseur, et philosophe français,
- Emmanuel Kant (Königsberg, 1724 - id, 1804), philosophe allemand.
- David Hume (Édimbourg, 1711 - 1776), philosophe écossais.

Voir : Philosophes du XVIIIe siècle

### Architectes

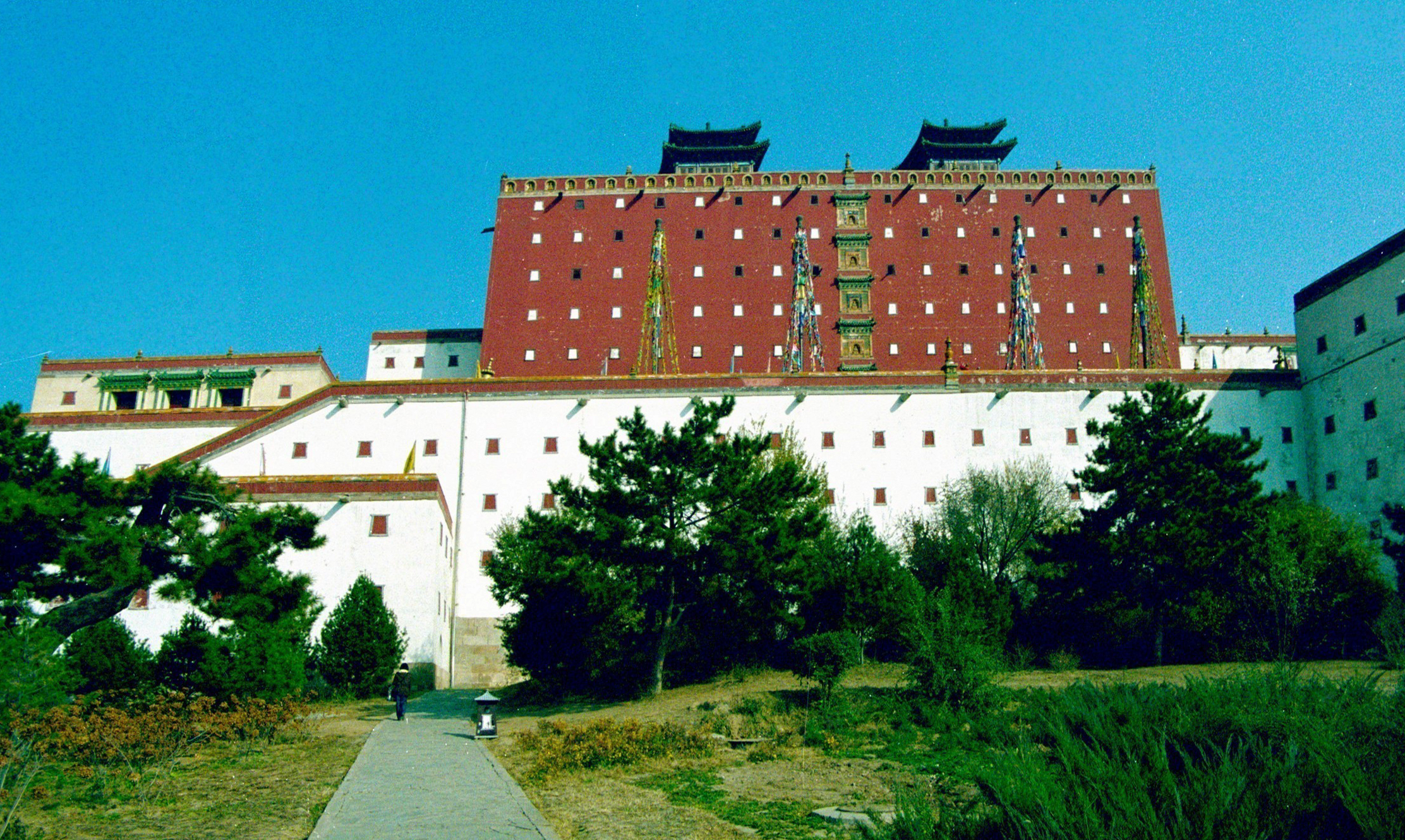
Le Temple de Putuo Zongcheng, achevé en 1771.

- Ange-Jacques Gabriel, architecte français
- Jacques-Germain Soufflot, architecte français
- Jacques Philippe Mareschal, architecte et ingénieur français
- Johann Bernhard Fischer von Erlach, architecte autrichien
- Aleijadinho (1730-1814), surnom d'Antônio Francisco Lisboa, sculpteur et architecte portugais du Brésil.

### Scientifiques
- Buffon (Montbard, Bourgogne, 1707 - Paris, 1788), naturaliste et écrivain français, auteur des trente-six volumes de l'Histoire naturelle.
- Jean-Baptiste Lamarck (1744-1829), biologiste français,
- Jean le Rond D'Alembert (1717 - 1783), mathématicien et philosophe français.
- Luigi Galvani, physicien et mathématicien italien.
- Alessandro Volta, physicien italien.
- Isaac Newton (1642-1727), scientifique britannique.
- Leonhard Euler (1707-1783), mathématicien suisse.
- John Dalton (1766-1844), chimiste et physicien anglais
- Antoine-Laurent de Lavoisier (1743-1794) chimiste français
- Antoine Parmentier (1737-1813), agronome français

### Musiciens

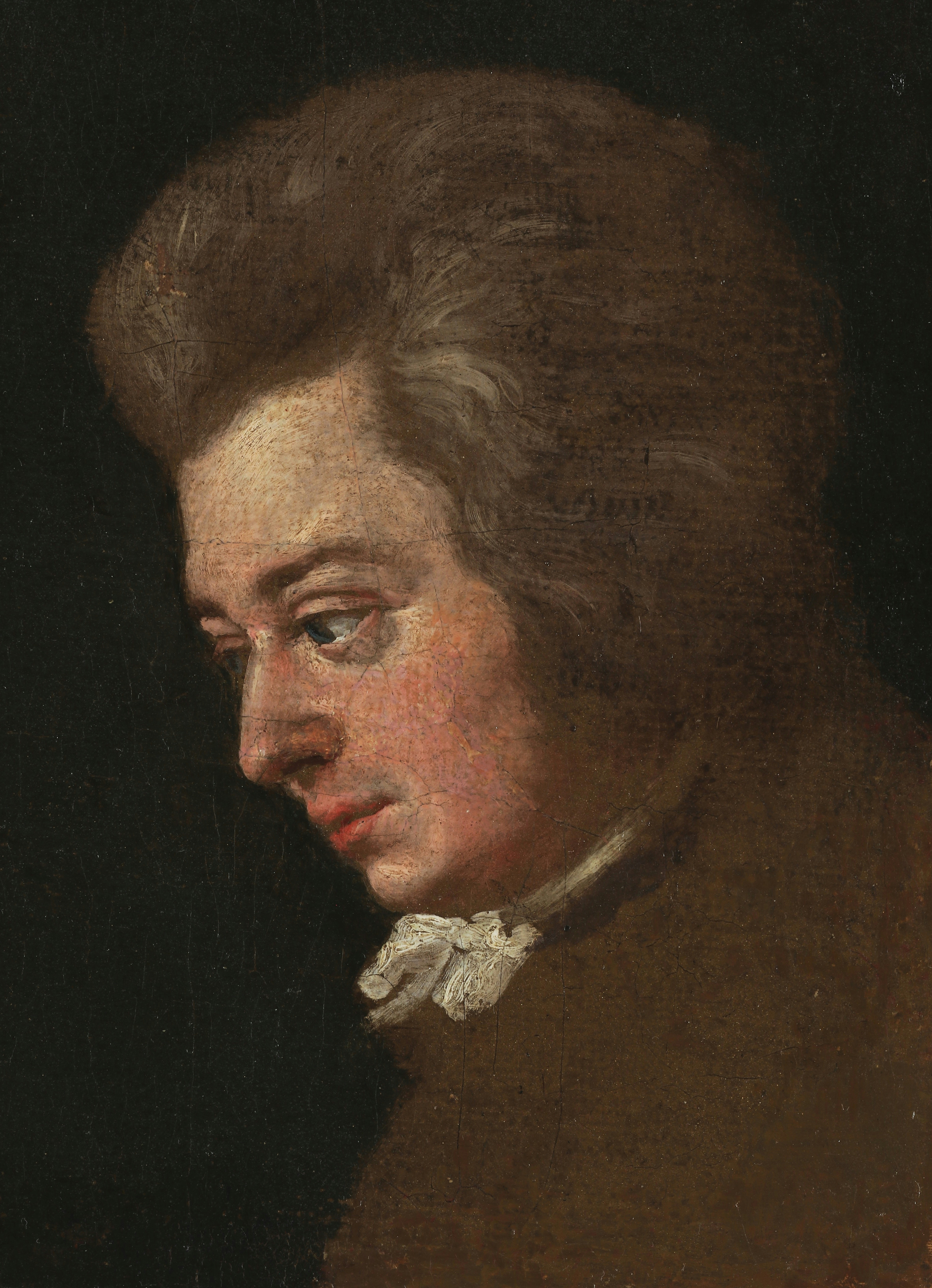
Wolfgang Amadeus Mozart.

- Antonio Salieri (1750 - 1825), compositeur italien,
- Antonio Vivaldi (1678 - 1741), compositeur italien,
- Tomaso Albinoni (1671 - 1751), compositeur italien,
- Domenico Scarlatti (1685 - 1757), compositeur italien,
- Jean-Philippe Rameau (1683 - 1764), compositeur et théoricien français,
- François Couperin (1668 - 1733), compositeur français,
- Jean-Sébastien Bach (1685 - 1750), compositeur allemand,
- Georg Friedrich Haendel (1685 - 1759), compositeur allemand naturalisé anglais,
- Joseph Haydn (1732 - 1809), compositeur autrichien,
- Luigi Boccherini (1743 - 1805), compositeur italien
- Wolfgang Amadeus Mozart (Salzbourg, 1756 - Vienne, 1791), compositeur autrichien,
- Christoph Willibald Gluck (1714 - 1787), compositeur allemand,
- Antonio Stradivari (1644 - 1737), luthier italien,
- Joseph Bologne de Saint-George (1741 - 1799) compositeur français.

Voir aussi :
- Compositeurs français du XVIIIe siècle

### Peintres et sculpteurs
- Robert Le Lorrain (1666 — 1743), sculpteur français,
- Antoine Watteau (1684 - 1721), peintre français,
- Giambattista Tiepolo (1696 - 1770), peintre vénitien,
- William Hogarth (1697 - 1764), peintre et graveur anglais,
- Jean Siméon Chardin (1699 - 1779), peintre français,
- François Boucher (1703 - 1770), peintre français,
- Maurice Quentin de La Tour (1704 - 1788), peintre français,
- Francesco Guardi (1712 - 1793), peintre vénitien,
- Joshua Reynolds (1723 - 1792), peintre anglais,
- Jean-Baptiste Greuze (1725 - 1805), peintre français,
- Thomas Gainsborough (1727 - 1788), peintre anglais,
- Jean Honoré Fragonard (1732 - 1806), peintre français,
- Jean-Antoine Houdon (1741-1828), sculpteur français.
- Francisco de Goya (1746 - 1828), peintre espagnol,
- Jacques Louis David (1748 - 1825), peintre français.
- Hokusai (1760 - 1849), graveur et auteur d'écrits populaires japonais.

Voir :
- Peintres français du XVIIIe siècle
- Peintres italiens du XVIIIe siècle

### Grands navigateurs

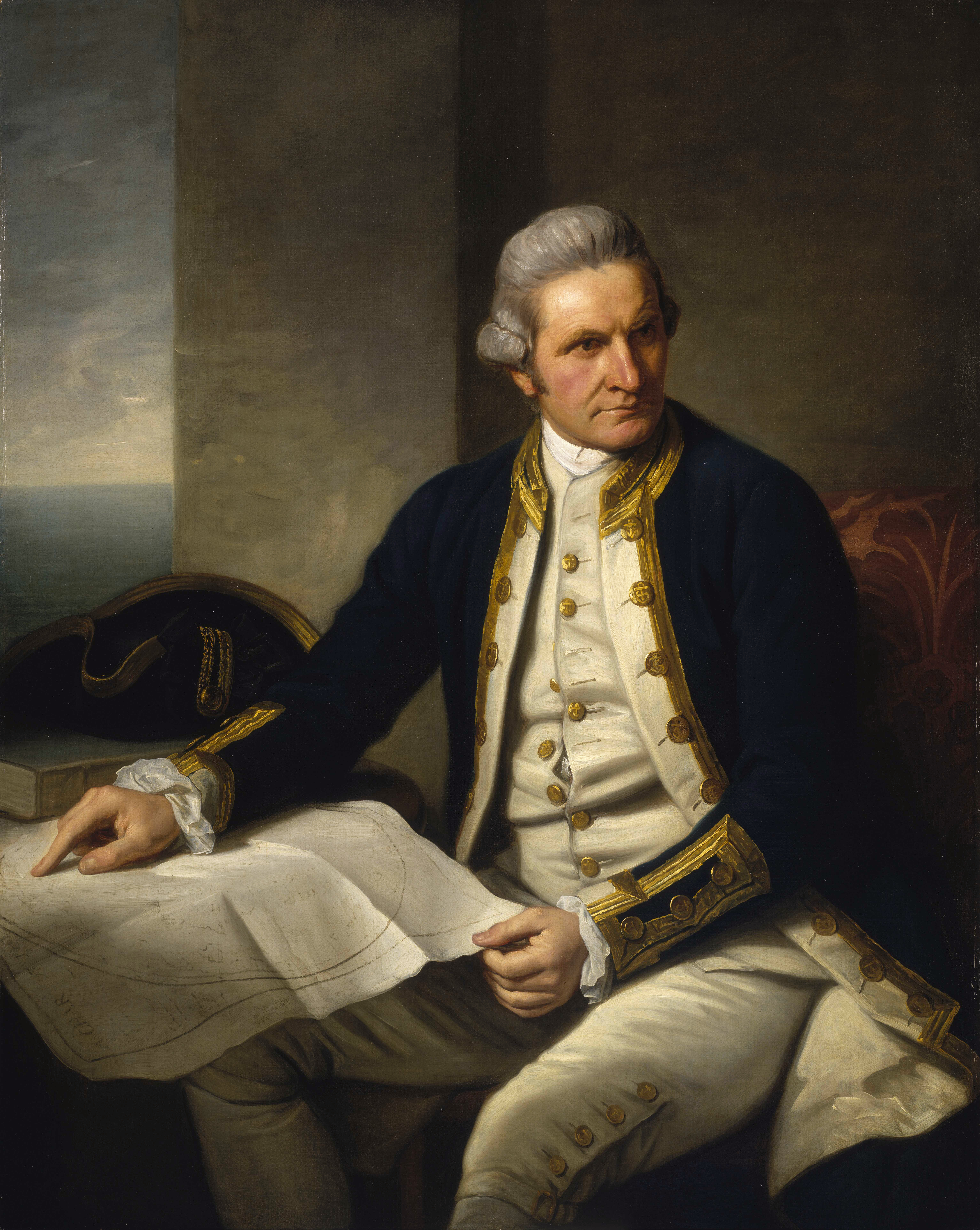
James Cook.

- Louis Antoine de Bougainville (1729 - 1811), navigateur français.
- James Cook (1728 - 1779), navigateur britannique.
- Jean-François de la Pérouse (1741 - ?), navigateur français
- Barbe Noire (1680 - 1718), pirate britannique.

### Économistes
- Nicolas Dutot (1684 - 1741), économiste français.
- François Quesnay (1694 - 1774), économiste français.
- Adam Smith (1723 - 1790), économiste écossais.

## Inventions, découvertes, introductions
Voir :
- Inventions au XVIIIe siècle,
- Inventions américaines au XVIIIe siècle
- Inventions françaises au XVIIIe siècle

### Astronomie
Les preuves en faveur du système héliocentrique de Copernic sont enfin apportées.
- En 1741, devant la preuve optique de la trajectoire orbitale de la Terre, le pape Benoît XIV donne l'imprimatur aux ouvrages de Galilée.
- En 1757, le pape Benoît XIV lève l'index sur les ouvrages relatifs à l'héliocentrisme.

### Chimie
Découverte en 1775 de la combustion par l'oxygène par Lavoisier. Selon le philosophe des sciences Thomas Samuel Kuhn, cette découverte constitue une révolution scientifique majeure. Elle marque la naissance de la chimie moderne.

### Encyclopédies
T = volume de texte (suivi de son n° d'ordre)
P = volume de planches (suivi de son n° d'ordre)
| Date            | Paris                                                   | Yverdon            | Encyclopédie méthodique        |
| --------------- | ------------------------------------------------------- | ------------------ | ------------------------------ |
| 1832            |                                                         |                    | fin de publication             |
| 1759, septembre | Autorisation pour la publication de volumes de planches |                    |                                |
| 1759, mars, 8   | Seconde interdiction                                    |                    |                                |
| 1752, févr.     | Première interdiction                                   |                    |                                |
| 1772            | P09-P10                                                 |                    |                                |
| 1771            | P07-P08                                                 |                    |                                |
| 1769            | P06                                                     |                    |                                |
| 1768            | P05                                                     |                    |                                |
| 1767            | P04                                                     |                    |                                |
| 1765            | P03                                                     |                    |                                |
| 1763            | P02                                                     |                    |                                |
| 1762            | P01                                                     |                    |                                |
| 1782            |                                                         |                    | souscription et premiers tomes |
| 1765, déc.      | T08-16                                                  |                    |                                |
| 1757, nov.      | T07                                                     |                    |                                |
| 1756, oct.      | T06                                                     |                    |                                |
| 1755, nov.      | T05                                                     |                    |                                |
| 1750, nov.      | Prospectus                                              |                    |                                |
| 1751            | T01                                                     |                    |                                |
| 1752            | T02                                                     |                    |                                |
| 1753            | T03                                                     |                    |                                |
| 1754            | T04                                                     |                    |                                |
| 1765            | fin de la rédaction                                     |                    |                                |
| 1770            |                                                         | T01                |                                |
| 1776            | début du Supplément                                     |                    |                                |
| 1777            | fin du Supplément                                       |                    |                                |
| 1776            | début des Tables de Mouchon                             |                    |                                |
| 1780            | fin des Tables de Mouchon                               | fin de publication |                                |

### Agriculture
- Début d'une révolution agricole.
- 1793 : en Georgie, l'Américain Eli Whitney invente le Cotton gin, une machine égreneuse qui permet de séparer la graine du coton de sa fibre.

### Techniques
- Machine à vapeur : Denis Papin, James Watt…
- 1725 : mise au point d'un métier à tisser programmé à l'aide d'un ruban perforé par Basile Bouchon.
- 1728 : perfectionnement du métier à tisser de Basile Bouchon par son assistant Jean-Baptiste Falcon, qui utilise des cartes perforées.
- 1764 : l'Anglais James Hargreaves construit la première machine à filer industrielle à plusieurs fuseaux baptisée Spinning Jenny.
- 1769 : l'Anglais Richard Arkwright invente la water frame, une machine à peigner et à filer.
- 1769 : fardier à vapeur de Cugnot.
- 1779 : Samuel Crompton crée le Mule-jenny (mulet) qui a une productivité environ 40 fois plus élevée que le rouet utilisé auparavant.
- 1789 : invention par l'ingénieur anglais Edmond Cartwright d'une machine à peigner le coton, fonctionnant à vapeur.
- 1793 : premier télégraphe optique, Claude Chappe.
- 1799 : pile électrique par Alessandro Volta.

### Explorations
- Explorations au XVIIIe siècle

### Musique
- Invention du piano-forte au début du siècle par Bartolomeo Cristofori.